# Kominki
Kominki (niem. Komienen) – wieś w Polsce położona w województwie warmińsko-mazurskim, w powiecie olsztyńskim, w gminie Kolno.
W latach 1975–1998 miejscowość administracyjnie należała do województwa olsztyńskiego.
We wsi znajduje się neobarokowa kaplica pw. św. Jana Chrzciciela z 1843 r.

## Urodzeni
- Hubert von Tiele-Winckler[4]